# Poliidrossialcanoati
I poliidrossialcanoati (PHA) sono polimeri poliesteri termoplastici sintetizzati da vari generi di batteri (Bacillus, Rhodococcus, Pseudomonas, ecc.) attraverso la fermentazione di zuccheri o lipidi.
Questi materiali sono biodegradabili e sono usati nella produzione di bioplastiche.
Sono macromolecole lineari, che in particolari condizioni di coltura, quale l'assenza di determinati nutrienti come azoto, fosforo e zolfo, vengono accumulate dai batteri come fonte carboniosa di riserva, sotto forma di granuli. I granuli possono raggiungere elevate concentrazioni, fino al 90% del peso secco della massa batterica.

## Composizione
La composizione dei poliidrossialcanoati è molto varia, e dipende dal tipo di batteri da cui sono sintetizzati e dalla matrice di coltura. La formula di struttura generale è la seguente:
dove n è il numero dei gruppi CH2, y è il numero dei monomeri che può variare da 100 a 30.000, e R è la catena laterale.
Il gruppo R è un gruppo alchilico che può essere ramificato o lineare e contenere sostituenti di vario tipo. Si parla di poliidrossialcanoati a catena corta, quando nel monomero ci sono 3-5 atomi di carbonio, a catena media quando ci sono 6-14 atomi di carbonio, a catena lunga con 15 o più atomi di carbonio.  I batteri del genere Ralstonia producono poliidrossialcanoati a catena laterale corta, mentre gli Pseudomonas producono poliidrossialcanoati a catena laterale media.
La grande variabilità delle catene laterali e dei monomeri conferisce a tali materiali altrettanta variabilità di caratteristiche fisiche, con punti di fusione che vanno da 40 a 180 °C.
Possiamo infatti trovare PHA che sono essenzialmente polimeri termoplastici, come ad esempio il poliidrossibutirrato, oppure gomme o elastomeri come ad esempio il poliidrossiottanoato.
Le proprietà meccaniche e la biocompatibilità dei PHA può anche essere modificata fondendoli, modificandone la superficie o combinandoli con altri polimeri, enzimi e materiali inorganici.
Il generale, gli atomi di idrogeno determinano la degradazione termica di questi materiali. L'instabilità termica li rende difficilmente lavorabili mediante fusione e anche difficilmente soggetti al riciclo.

## Principali poliidrossialcanoati prodotti in natura
Si riportano in tabella i principali poliidrossialcanoati sintetizzati in natura, dove R è la catena laterale e n il numero di CH2 nella catena lineare del monomero.
| R     | n=1                         | n=2                       | n=3                      | n=4                         |
| ----- | --------------------------- | ------------------------- | ------------------------ | --------------------------- |
| H     | poli (3-idrossipropionato)  | poli (4-idrossibutirrato) | poli (5-idrossivalerato) |                             |
| CH3   | poli (3-idrossibutirrato)   | poli (4-idrossivalerato)  | poli (5-idrossiesanoato) |                             |
| C2H5  | poli (3-idrossivalerato)    |                           |                          |                             |
| C3H7  | poli (3-idrossiesanoato)    |                           |                          |                             |
| C5H11 | poli (3-idrossiottanoato)   |                           |                          |                             |
| C6H13 |                             |                           |                          | poli (6-idrossidodecanoato) |
| C9H19 | poli (3-idrossidodecanoato) |                           |                          |                             |

## Biosintesi

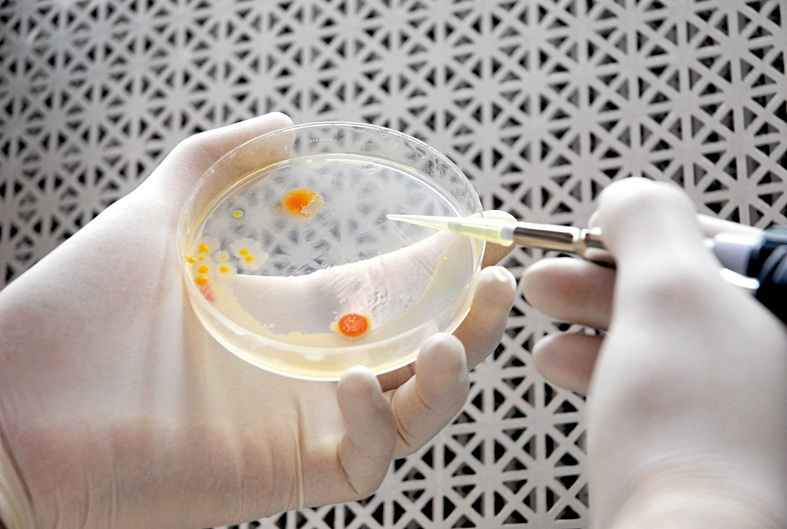
Placca con coltura di Ralstonia metallidurans

Per produrre PHA, una coltura batterica, ad esempio Ralstonia metallidurans, viene fatta crescere in un substrato adatto con nutrienti appropriati affinché si moltiplichi rapidamente. Una volta che la popolazione batterica ha raggiunto una buona biomassa, viene cambiata la composizione dei nutrienti per indurre il microrganismo a sintetizzare ed accumulare PHA. In questa maniera la resa di PHA ottenuti dalle inclusioni intracellulari può raggiungere il 90% del peso secco dell'organismo.
La biosintesi di PHA è di solito causata da carenza di condizioni particolari, come ad esempio, la mancanza di macroelementi quali fosforo, azoto, oligoelementi, o dalla mancanza di ossigeno, e contemporaneamente dall'eccesso di offerta di fonti di carbonio.
Questi poliesteri sono depositati nelle cellule in forma di granuli con alto indice di rifrazione. A seconda del microrganismo e delle condizioni di coltura, vengono sintetizzati omo o copoliesteri con differenti acidi idrossialcanici. I granuli di PHA sono poi recuperati distruggendo le cellule.

## Proprietà dei materiali
I poliidrossialcanoati sono polimeri termoplastici, possono essere lavorati con attrezzature convenzionali, e sono, a seconda della loro composizione, duttili e più o meno elastici e differiscono nelle loro proprietà in base alla loro composizione chimica (omo o copoliesteri).
Sono stabili all'UV, a differenza di altri tipi di bioplastiche derivate da polimeri come l'acido polilattico, e mostrano una bassa permeabilità all'acqua. I poliidrossialcanoati sono solubili in solventi alogenati come cloroformio, o dicloroetano. La cristallinità può essere compresa nell'intervallo di piccole percentuali o fino al 70%. La lavorabilità, la resistenza all'urto e la flessibilità migliorano con una percentuale maggiore di valerato nel materiale.
Tra i poliidrossialcanoati, il poliidrossibutirrato (PHB) ha proprietà simili al polipropilene (PP), ed ha una buona resistenza all'umidità. L'acido poliidrossibutirrico, sintetizzato da PHB puro è relativamente fragile e rigido, copolimeri del PHB, che possono includere altri acidi grassi come l'acido beta-idrossivalerato, possono invece avere proprietà elastiche.